# Empis hayachinensis
Empis hayachinensis är en tvåvingeart som beskrevs av Saigusa 1964. Empis hayachinensis ingår i släktet Empis och familjen dansflugor. Inga underarter finns listade i Catalogue of Life.